# Ishikawa Sadakiyo
Ishikawa Sadakiyo (石川 貞清?; ... – 3 maggio 1626) è stato un samurai daimyō giapponese dei periodi Sengoku ed Edo, servitore del clan Toyotomi.

## Biografia
Sadakiyo fu un servitore di Toyotomi Hideyoshi e genero di Ishida Mitsunari. Gli fu assegnato il castello di Inuyama nella provincia di Owari con una rendita di 12 000 koku, e venne nominato daikon del feudo di Kiso nella provincia di Shinano. Si schierò con Ishida durante la campagna di Sekigahara e partecipò all'assedio di Tanabe nella provincia di Tango. Quando Tanabe si arrese, Sadakiyo tornò a rinchiudersi a Inuyama. Dopo la sconfitta di Mitsunari a Sekigahara, Sadakiyo si rasò la testa, lasciò Inuyama e andò a vivere a Kyoto.